# Elmira Alembiekowa
Elmira Szamiljewna Alembiekowa (ros. Эльмира Шамильевна Алембекова, ur. 30 czerwca 1990 w Sarańsku) – rosyjska lekkoatletka specjalizująca się w chodzie sportowym. 
Pierwszy sukces odniosła jako piętnastolatka kiedy zdobyła w Marrakeszu wicemistrzostwo świata juniorów młodszych w chodzie na 5000 metrów. Trzy lata później zdobyła srebro juniorskiego czempionatu globu w rywalizacji na dystansie 10 000 metrów – także w tej konkurencji została w 2009 mistrzynią Europy juniorów. W 2014 została mistrzynią Europy w chodzie na 20 kilometrów. Uczestniczka pucharu świata w chodzie. 
Rekord życiowy w chodzie na 20 kilometrów – 1:25:27 (18 lutego 2012, Soczi).
W 2016 roku została zdyskwalifikowana za branie dopingu przez CAS.

## Osiągnięcia
| Rok  | Impreza                               | Miejsce    | Konkurencja              | Lokata     | Wynik    |
| ---- | ------------------------------------- | ---------- | ------------------------ | ---------- | -------- |
| 2005 | Mistrzostwa świata juniorów młodszych | Marrakesz  | chód na 5000 m           | 2. miejsce | 22:27,17 |
| 2008 | Puchar świata w chodzie sportowym     | Czeboksary | chód na 10 km (juniorki) | 3. miejsce | 44:39    |
| 2008 | Mistrzostwa świata juniorów           | Bydgoszcz  | chód na 10 000 m         | 2. miejsce | 43:45,16 |
| 2009 | Mistrzostwa Europy juniorów           | Nowy Sad   | chód na 10 000 m         | 1. miejsce | 46:31,07 |
| 2014 | Puchar świata w chodzie sportowym     | Taicang    | chód na 20 km            | 3. miejsce | 1:27:02  |
| 2014 | Mistrzostwa Europy                    | Zurych     | chód na 20 km            | 1. miejsce | 1:27:56  |
| 2015 | Puchar Europy w chodzie sportowym     | Murcja     | chód na 20 km            | 1. miejsce | 1:26:15  |